# Judô nos Jogos Parapan-Americanos de 2019
As competições de judô nos Jogos Parapan-Americanos de 2019 foram realizadas em Lima, nos dias 24 e 25 de agosto. As provas aconteceram na Villa Deportiva de Videna.
Foram disputadas 6 categorias masculinas e 4 femininas, com a participação de 56 atletas de 12 países . 

## Medalhistas
Os medalhistas parapan-americanos foram: 
Masculino
| Evento         | Ouro                        | Prata                                | Bronze                                                        |
| -------------- | --------------------------- | ------------------------------------ | ------------------------------------------------------------- |
| Até 60 kg      | Henry Borges URU Uruguai    | Marcos Blanco VEN Venezuela          | Thiego Marques BRA Brasil Ronald Hawthorne USA Estados Unidos |
| Até 66 kg      | Eduardo Gauto ARG Argentina | Luís Pérez PUR Porto Rico            | Marcos Falcon VEN Venezuela José Romero CUB Cuba              |
| Até 73 kg      | Luan Pimentel BRA Brasil    | Juan Castellanos COL Colômbia        | Rodolfo Ramirez ARG Argentina Raúl Ortiz MEX México           |
| Até 81 kg      | Eduardo Avila MEX México    | Gerardo Rodríguez CUB Cuba           | Harlley Pereira BRA Brasil Antero Villalobos PER Peru         |
| Até 90 kg      | Bryan Valencia MEX México   | Arthur Cavalcante BRA Brasil         | Richard Ties USA Estados Unidos                               |
| Mais de 100 kg | Yordani Fernandéz CUB Cuba  | Benjamin Goodrich USA Estados Unidos | Antônio Tenório BRA Brasil Theador Subba JAM Jamaica          |

Feminino
| Evento        | Ouro                       | Prata                         | Bronze                                                            |
| ------------- | -------------------------- | ----------------------------- | ----------------------------------------------------------------- |
| Até 52 kg     | Giulia Pereira BRA Brasil  | Priscilla Gagne CAN Canadá    | Karla Cardoso BRA Brasil Paula Gomez ARG Argentina                |
| Até 57 kg     | Lúcia Araújo BRA Brasil    | Lauroa González ARG Argentina | não atribuída                                                     |
| Até 70 kg     | Lenia Ruvalcaba MEX México | Alana Martins BRA Brasil      | Christella García USA Estados Unidos Nadia Boggiano ARG Argentina |
| Mais de 70 kg | Meg Rodrigues BRA Brasil   | Rebeca Silva BRA Brasil       | Katie Davis USA Estados Unidos                                    |

## Quadro de medalhas
| Ordem | País               | Medalha de ouro | Medalha de prata | Medalha de bronze | Total |
| ----- | ------------------ | --------------- | ---------------- | ----------------- | ----- |
| 1     | BRA Brasil         | 4               | 3                | 4                 | 11    |
| 2     | MEX México         | 3               |                  | 1                 | 4     |
| 3     | ARG Argentina      | 1               | 1                | 3                 | 5     |
| 4     | CUB Cuba           | 1               | 1                | 1                 | 3     |
| 5     | URU Uruguai        | 1               |                  |                   | 1     |
| 6     | USA Estados Unidos |                 | 1                | 4                 | 5     |
| 7     | VEN Venezuela      |                 | 1                | 1                 | 2     |
| 8     | CAN Canadá         |                 | 1                |                   | 1     |
|       | COL Colômbia       |                 | 1                |                   | 1     |
|       | PUR Porto Rico     |                 | 1                |                   | 1     |
| 11    | JAM Jamaica        |                 |                  | 1                 | 1     |
|       | PER Peru           |                 |                  | 1                 | 1     |
| TOTAL | TOTAL              | 10              | 10               | 16                | 36    |